# Magnolia longipedunculata
Espèce
Statut de conservation UICN

 CR D : 
En danger critique
Magnolia longipedunculata est une espèce de plantes à fleurs de la famille des Magnoliacées. C'est un arbre endémique de Chine.

## Description
C'est un arbre.

## Répartition et habitat
Cette espèce est présente en Chine dans la province de Guangdong.